# Aeroportul Sherbrooke
Aeroportul Sherbrooke (IATA: YSC, ICAO: CYSC) este un aeroport din Provincia Québec, Canada ce deservește zona Cookshire-Eaton⁠(d).
Situat la o altitudine de 241 m, aeroportul dispune de o singură pistă.